# Massimo Fabbrizi
Massimo Fabbrizi  (San Benedetto del Tronto, Italija, 27. rujna 1977.) je talijanski streljaš koji nastupa u disciplini trap. U toj disciplini je dvostruki svjetski prvak dok je na Olimpijskim igrama u Londonu 2012. osvojio srebro, izgubivši od Giovannija Cernogoraza nakon raspucavanja u šestoj rundi. Oba strijelca bila su precizna u prvih pet serija, no u šestoj je prvo Talijan promašio, a Cernogoraz pogotkom došao do najvećeg uspjeha u karijeri.